# Conselheiro Lafaiete
Conselheiro Lafaiete ist eine Stadt im brasilianischen Bundesstaat Minas Gerais. Sie wurde 1790 gegründet und hatte 2018 laut einer Schätzung etwa 127.500 Einwohner auf einer Fläche von 370,246 km². Sie liegt auf 995 Metern Höhe.
Conselheiro Lafaiete trug bis 1934 Namen Queluz. Sie wurde dann nach dem aus dieser Stadt stammenden Politiker Lafayette Rodrigues Pereira benannt.

## Wirtschaft
In der Nähe des Ortes wurde die Eisenerz-Mine Morro da Mina betrieben.